# 4-6-4
De acuerdo con la notación Whyte, las locomotoras del tipo 4-6-4 presentan una configuración con cuatro ruedas delanteras, seis ruedas motrices acopladas entre sí, y cuatro ruedas traseras. En Francia, donde este tipo de locomotoras se utilizó por primera vez, se conocen como Baltic, mientras que en la mayor parte de América del Norte se denominan Hudson.

## Visión general

### Locomotoras ténder
Las locomotoras 4-6-4 con ténder incorporado se introdujeron por primera vez en 1911, y durante los años de 1920 a 1940 su configuración de ruedas se utilizó ampliamente en América del Norte, y en menor medida, en el resto del mundo. El tipo combinaba los principios básicos de diseño de las 4-6-2 Pacific, pero con una caldera mejorada y una cámara de combustión más grande, que necesitaba soporte adicional en la parte trasera de la locomotora. En general, el esfuerzo de tracción disponible difería poco del que ofrecían las Pacific, pero tenían mayor capacidad para aumentar la disponibilidad de vapor, dando más potencia para la misma velocidad. 
La rodadura 4-6-4 era muy adecuada para alcanzar altas velocidades en terreno llano. Como tenían menos ruedas motrices que ruedas portantes, se disponía de un porcentaje menor del peso de la locomotora transmitido a la tracción que en otros tipos de máquinas. Al igual que las Pacific, eran muy adecuadas para impulsar trenes de pasajeros a velocidades elevadas, pero no para hacer arrancar trenes de carga pesados y remolcarlos en pendientes prolongadas, donde son mejores más pares de ruedas motrices. 
La primera 4-6-4 con ténder incorporado del mundo fue una locomotora compuesta de cuatro cilindros, diseñada por Gaston du Bousquet en Francia para la Compañía de ferrocarriles del Norte en 1911. Dado que fue concebida para el expreso París - San Petersburgo, recibió el nombre de Baltic por el Mar Báltico, lo que fue una extensión lógica de la convención de nomenclatura que comenzó con la 4-4-2 Atlantic y con la 4-6-2 Pacific.
La primera 4-6-4 en los Estados Unidos de América, la J-1 del Ferrocarril Central de Nueva York, fue construida en 1927 por la American Locomotive Company (ALCO) según el diseño especificado por el ferrocarril. Allí, el tipo se llamó Hudson, en referencia al río Hudson.
El récord mundial de velocidad de locomotoras a vapor fue ostentado por una 4-6-4 al menos dos veces. En 1934, la locomotora Clase F6 del Milwaukee Road no. 6402 alcanzó 103,5 millas por hora (166,6 km/h), y en 1936, la locomotora alemana 05.002 alcanzó 124,5 millas por hora (200,4 km/h). Ese récord fue batido por la locomotora británica 4-6-2 Pacific no. 4468 Mallard el 3 de julio de 1938, cuando alcanzó las 126 millas por hora (202,8 km/h), que sigue siendo el récord mundial de velocidad con tracción de vapor.

### Locomotorastanque(con depósito incorporado)
La 4-6-4T (con la T de tanque, en referencia al depósito de agua instalado en la propia locomotora) también era una disposición de ruedas bastante común para las locomotoras con depósito incorporado de pasajeros. Como tales, eran esencialmente el equivalente de una 4-6-0 con ténder, a la que se le añadieron tanques de agua y una carbonera sostenida por cuatro ruedas traseras, en lugar de un ténder separado. En Nueva Zelanda, todas las locomotoras 4-6-4T eran versiones con depósito de las locomotoras 4-6-2. 
La primera 4-6-4 con depósito conocida fue reconstruida a partir de una locomotora K&S Clase 4-6-0T de los Ferrocarriles del Gobierno de Natal (NGR), que fue modificada en 1896 para permitir que funcionara igualmente bien marcha adelante y marcha atrás por la línea de la costa sur de Natal, donde no había instalaciones de giro disponibles en ese momento. Esta única locomotora más tarde se convirtió en la Clase C2 en los Ferrocarriles de Sudáfrica (SAR). La primera clase de locomotora conocida que se diseñó con una disposición 4-6-4T, la locomotora de tanque Clase F del NGR, se basó en esta locomotora modificada y construida por Neilson, Reid and Company en 1902, que se reconvirtieron en la Clase E en el SAR en 1912. 
Se construyó una 4-6-4T aerodinámica para el Deutsche Reichsbahn en 1935.

## Uso

### Australia
Locomotoras ténder

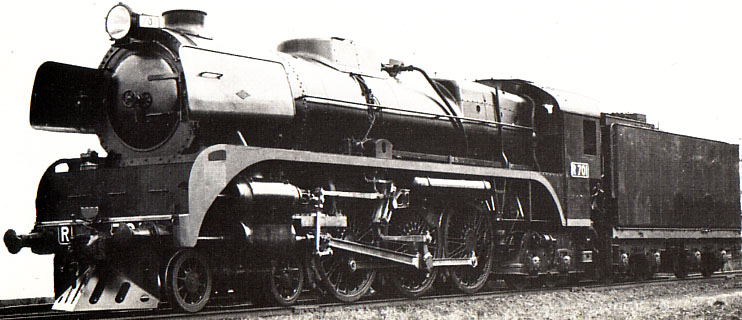
Ferrocarriles de Victoria Clase R

Setenta locomotoras ténder de Clase R tipo 4-6-4 Hudson (la única clase de esta configuración en Australia) construidas por la North British Locomotive Company, fueron introducidas por los Ferrocarriles de Victoria en 1951 para el servicio de pasajeros en líneas principales. Sin embargo, la incorporación en 1952 de las locomotoras diésel-eléctricas de la Clase B, hizo que la Clase R quedase relegada casi de inmediato al uso secundario de pasajeros y carga, y muchas de ellas se destinaron a cocheras en todo el estado. Se preservaron algunas unidades, y otras continuaron operando en trenes especiales turísticos.

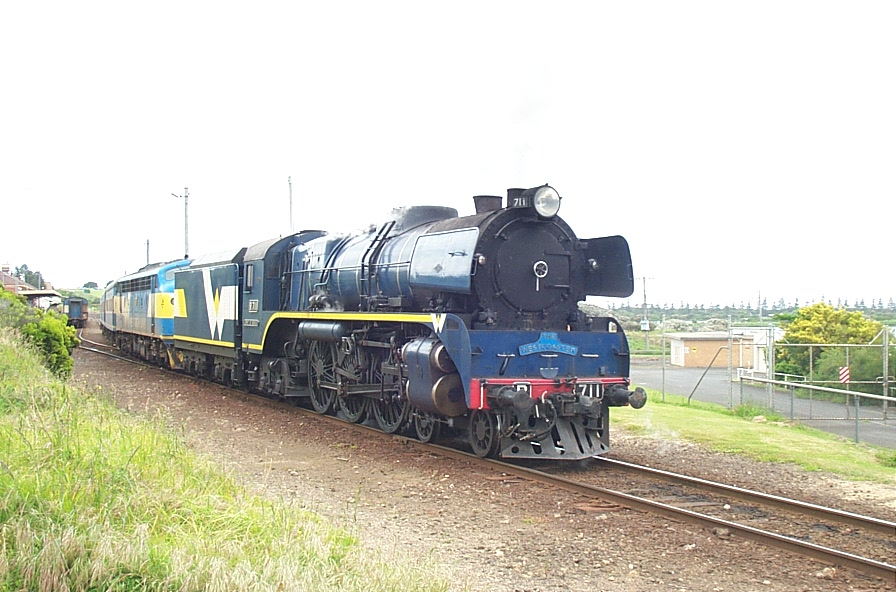
Ferrocarril de la Costa Oeste Clase R 711

Con la privatización del servicio regional de pasajeros en Victoria a mediados de la década de 1990, se destinaron dos locomotoras de la clase R del Ferrocarril de la Costa Oeste a los trenes de pasajeros de la línea principal regularmente programados entre Melbourne y Warrnambool. Las locomotoras se sometieron a una serie de modificaciones para permitir un servicio fiable a alta velocidad, incluyendo escapes duales Lempor, combustión de gasoil y la adición de un soporte de control diésel para la operación con unidades múltiples. El uso de estas locomotoras de la Clase R en la Línea de Warrnambool no continuó después de la desaparición del operador privado en 2004.
Locomotoras tanque (con depósito incorporado)
La configuración de la locomotora con tanque 4-6-4 era un tipo popular entre los Ferrocarriles del Gobierno de Australia Occidental. La Clase D se introdujo para el servicio suburbano de pasajeros en 1912. Sus sucesoras, ambas también del tipo 4-6-4T fueron de la Clase Dm de 1945, que se reconstruyeron a partir de 4-6-2 Pacific con ténder Clase E antiguas, y la Clase Dd de 1946. 
Las 30 locomotoras Clase 4-6-4T de los Ferrocarriles del Gobierno de Nueva Gales del Sur se utilizaron en los servicios de trenes de pasajeros suburbanos de Sídney y de Newcastle desde 1903 hasta el final de las operaciones con vapor en la década de 1970. La máquina No. 3046 se conserva en el Ferrocarril de Vapor y Museo de Dorrigo, en la costa norte de Nueva Gales del Sur. La número 3013 se almacena, desmantelada, en el Museo de la Sociedad Histórica de Ferrocarriles de Australia en Canberra. La 3085 estaba esperando su restauración en Goulburn Roundhouse. La 3112 impulsó trenes turísticos durante varios años, pero actualmente está fuera de servicio en Canberra. La 3137 vio un uso regular en los años 1970 y 1980 como parte de la flota operativa del Museo del Transporte Ferroviario de Nueva Gales del Sur, pero está fuera de servicio y ahora se encuentra en exhibición estática en Thirlmere.

### Canadá
Locomotoras ténder

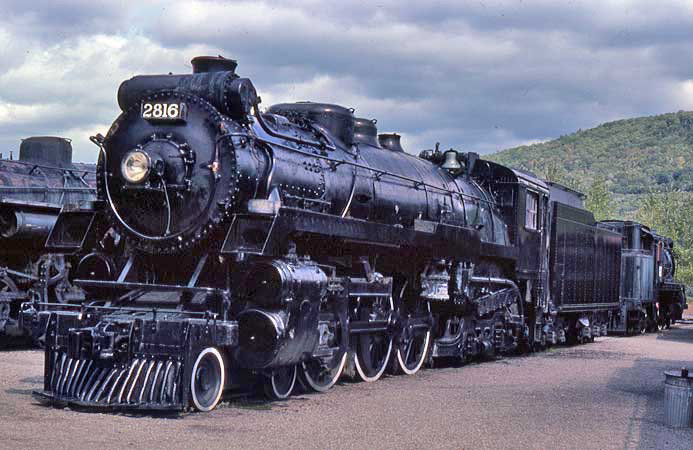
Canadian Pacific Railway no. 2816 en Steamtown, (Vermont)

El segundo usuario más grande del tipo 4-6-4 en América del Norte fue el Canadian Pacific Railway, con 65 locomotoras de las clases H1a a H1e, numeradas desde 2800 a 2864 y construidas por la Montreal Locomotive Works (MLW) entre 1929 y 1940. Tuvieron mucho éxito y mejoraron el servicio y los tiempos de viaje en las rutas transcontinentales de la compañía. Los terceros y posteriores lotes de máquinas Hudson del CPR, números H1c a H1e 2820 a 2864, se denominaron Royal Hudson, y fueron locomotoras semi-aerodinámicas. Se dio permiso real para que estas locomotoras llevaran la corona y las armas reales, después de que la locomotora no. 2850 transportó al rey Jorge VI a través de Canadá en 1939.
Se conservan cinco RCP Hudson. La Clase H1b no. 2816 Empress es la única que permanece sin carenado aerodinámico. Fue repatriada desde la exposición estática en Steamtown (Scranton, Pensilvania) al RCP en 1998, siendo restaurada y dieselizada para realizar excursiones turísticas. Las otras locomotoras de la Clase H1 restantes son todas Royal Hudson. A partir de 2008, tres estaban en exhibición en museos (la no. 2839 en California, la no. 2850 en Quebec y la no. 2858 en Ontario, mientras que la no. 2860, la primera Royal Hudson con quemador de petróleo de la clase, estaba operativa y con sede en la Columbia Británica). Hacia 2008, las Hudson del CPR eran las únicas de esta clase operativas en Norteamérica. (véase también Anexo:Lista de producción de América del Norte) 
Locomotoras tanque (con depósito incorporado)
El Ferrocarril Grand Trunk (GTR) tenía seis locomotoras Clase K2 del tipo 4-6-4T, construidas en septiembre de 1914 por MLW y adquiridas para el servicio suburbano. Numeradas del 1540 al 1545 por el GTR, fueron reclasificadas como X-10-a y renumeradas de 45 a 50 después de que la compañía fuera absorbida por el Canadian National Railway (CN) en 1923. Tres de ellas se conservan: las máquinas con los números GT 1541 (CN 46) y GT 1542 (CN 47) en el Sitio Histórico Nacional de Steamtown en Scranton, Pensilvania, y la GT 1544 (CN 49) en el Museo del Ferrocarril Canadiense en Delson, Quebec (véase también Anexo:Lista de producción de América del Norte).

### Finlandia

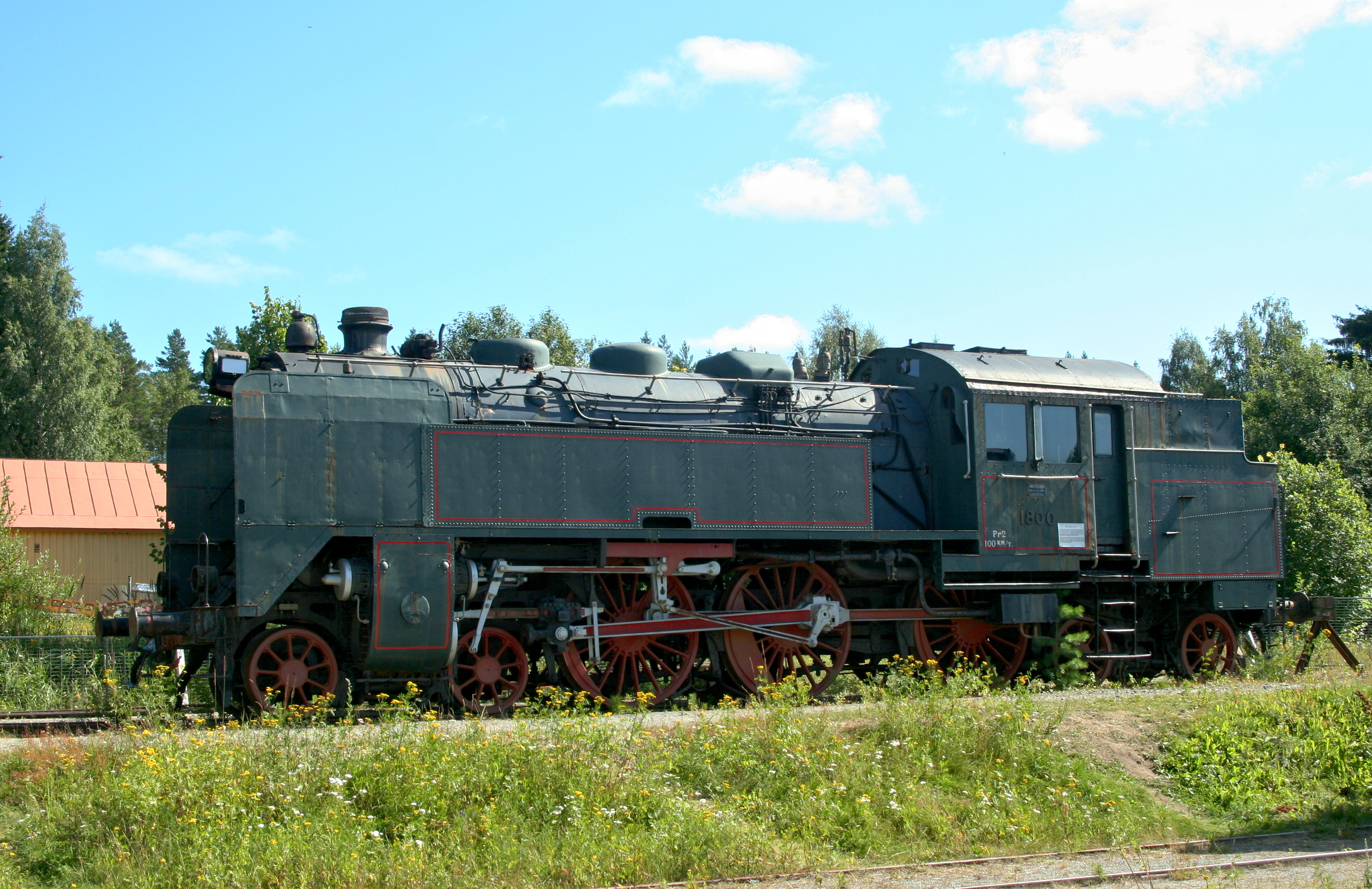
VR Clase Pr2 no. 1800 Finlandesa en Haapamäki, en Keuruu, Finlandia

La clase Pr2 de los Ferrocarriles Estatales Finlandeses, apodada Henschel, era una locomotora de pasajeros que incorporaba el depósito de agua, diseñada para un ancho de vía de 5 pies (1,524 m, ancho habitual en Rusia). Los Ferrocarriles Estatales de Estonia encargaron la máquina al fabricante alemán Henschel & Son en la primavera de 1939, siendo completada en 1941. El estallido de la Segunda Guerra Mundial impidió su entrega a Estonia, pero algunas de estas máquinas funcionaron en Letonia en 1942. Se volvieron superfluas cuando los alemanes comenzaron a convertir las vías del Báltico al ancho internacional 4 pies 8,5 plg (1435 mm); y las cuatro locomotoras se vendieron a Finlandia. Fueron clasificadas como Pr2, siendo numeradas entre 1800 y 1803 a su llegada a Finlandia en diciembre de 1942.
Las locomotoras con depósito de la Clase Pr2 eran máquinas bastante avanzadas, y se basaban en el diseño de la DRG Clase 62 construida por Henschel en 1928 para el Deutsche Reichsbahn. Después de que se resolvieron sus problemas iniciales, demostraron ser locomotoras rápidas y con una potencia motriz muy estable. Originalmente se construyeron para consumir petróleo y volvieron a este tipo de combustible entre 1947 y 1954, cuando los precios del petróleo eran bajos. Con sus ruedas acopladas de 1830 milímetros (72,0 plg), fue muy rápida, y una de ellas alcanzó 144 kilómetros por hora (89,5 mph) durante una prueba de funcionamiento. La No. 1803, la última Clase Pr2 en servicio, fue retirada en mayo de 1960. Solo la locomotora no. 1800 ha sido preservada.

### Francia
La 4-6-4 compuesta de cuatro cilindros diseñada por Gaston du Bousquet para la compañía francesa Chemin de Fer du Nord, de las que dos unidades (números 3.1101 y 3.1102) se construyeron en los talleres de la compañía en 1911, fue la primera locomotora ténder del mundo con esta disposición de ruedas. Llamada Baltic al haberse destinado al servicio en el expreso París-San Petersburgo, su característica más notable fue la disposición escalonada de los dos cilindros interiores de baja presión para acomodar su gran diámetro. Una de ellas fue construida con una caldera equipada con tubos de agua. Aunque no se multiplicaron, fueron las precursoras de las exitosas 4-6-2 Pacific y Super-Pacific del Ferrocarril del Norte francés. Una se conserva en el Musée français du chemin de fer (museo ferroviario nacional francés) en Mulhouse, en el este de Francia, seccionada para mostrar su interior durante la Exposición Mundial de París en 1937. Su ténder no fue preservado.

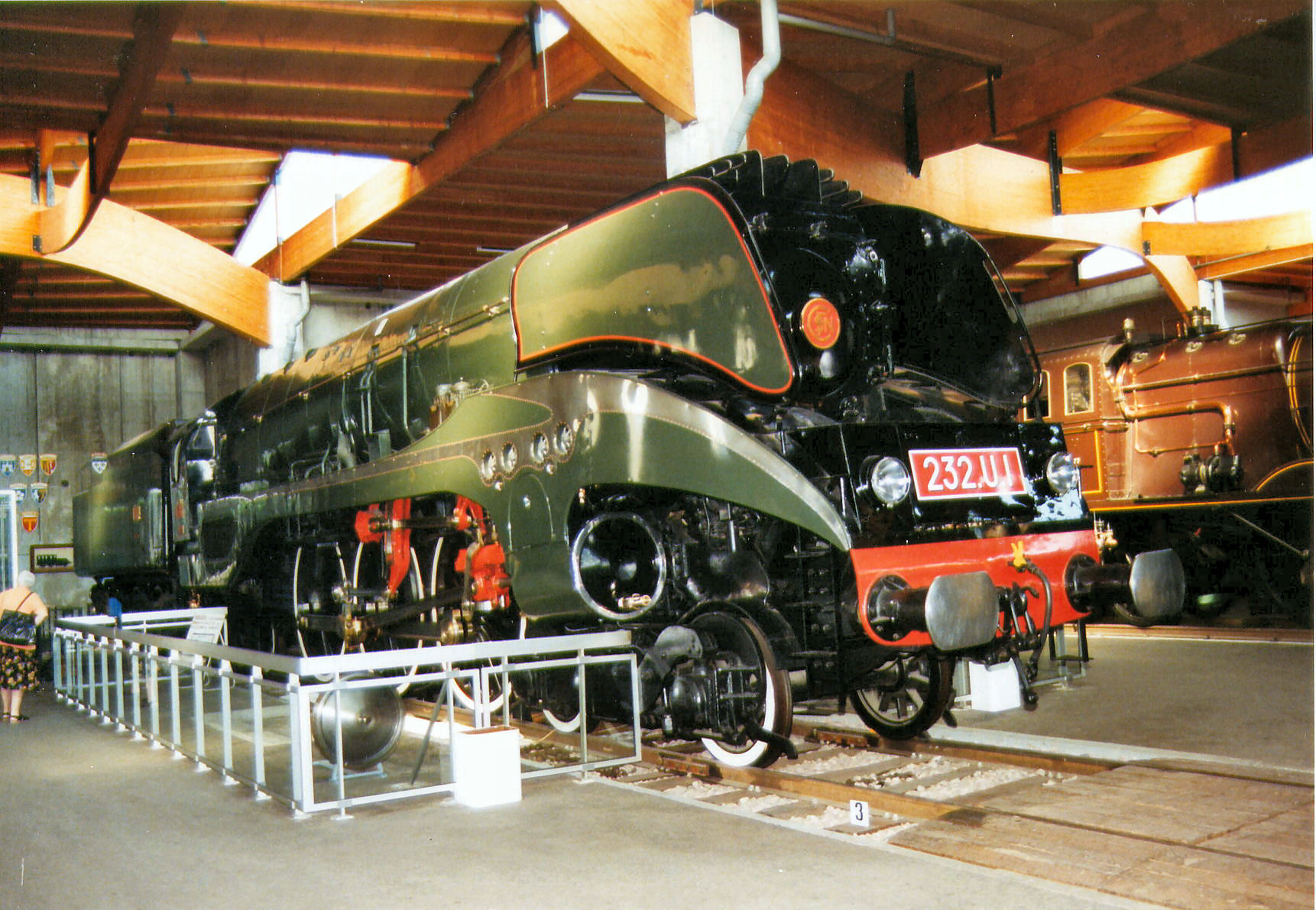
SNCF 232. Clase U.1 en el Museo Ferroviario Nacional Francés

Francia también produjo algunas de las últimas locomotoras Baltic. En 1938, Marc de Caso, el último ingeniero mecánico jefe del Ferrocarril del Norte, inició la construcción de ocho locomotoras Baltic, todas entregadas a la recién establecida Société Nationale des Chemins de fer Français (Corporación Nacional de Ferrocarriles de Francia o SNCF). De estas ocho, tres eran locomotoras 232 de expansión simple (simplex) de tres cilindros de la Clase R, con mecanismo de válvula de leva giratoria; mientras que las otras cuatro eran del tipo 232 compuestas de cuatro cilindros de la Clase S, inicialmente también con un mecanismo de válvula de asiento que luego fue reemplazado por un mecanismo de válvula Walschaerts que accionaba levas oscilantes. Construidas con fines comparativos, se constató que las máquinas compuestas superaban en prestaciones a las simples. 
La octava máquina de la clase, la última Baltic francesa, se completó en 1949 como 232, Clase U.1. Era otra unidad compuesta de cuatro cilindros, con mecanismo de válvula Walschaerts, pero con válvulas de pistón muy grandes y livianas, que demostraron ser capaces de gestionar eficazmente más de 4000 CV. Esta locomotora también se conserva en Mulhouse.

### Alemania
Locomotoras ténder

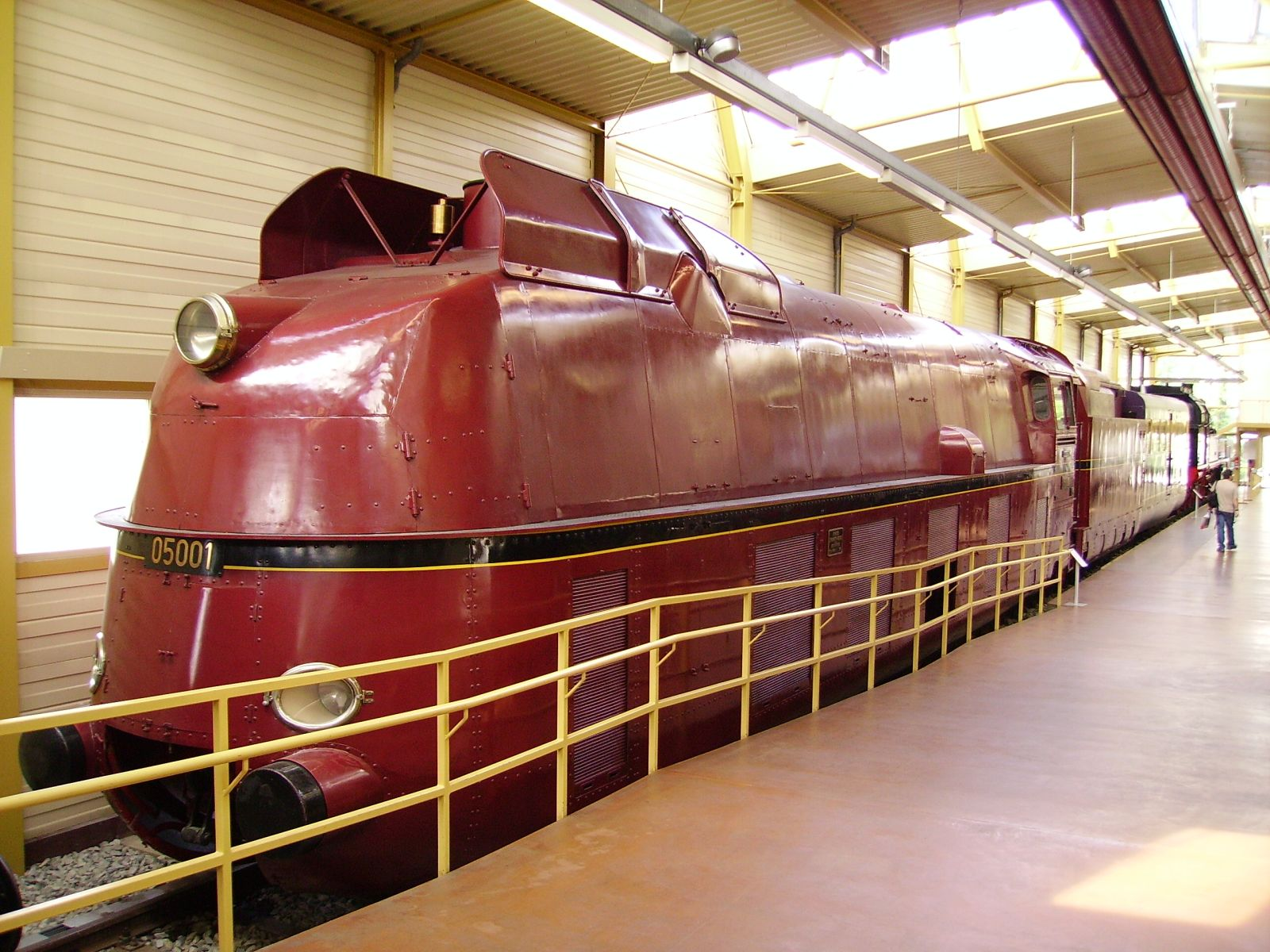
05.001 en el Museo del Transporte de Núremberg

Borsig construyó tres locomotoras ténder 4-6-4 para el Deutsche Reichsbahn (DRG) en 1935. Designadas Clase 05, fueron diseñadas para alcanzar altas velocidades. Eran locomotoras de tres cilindros con ruedas motrices gigantes de 2,30 m de diámetro y potentes frenos de pinza en todas las ruedas.
Las dos primeras eran locomotoras convencionales, pero la tercera se construyó con un diseño de cabina hacia adelante, y quemaba carbón pulverizado. Las tres disponían de carenados aerodinámicos, que cubrían las locomotoras casi hasta la cabeza de los carriles. El 11 de mayo de 1936, la locomotora 05.002 estableció un récord mundial de velocidad, con un registro de 124,5 millas por hora (200,4 km/h), que sería superado por una 4-6-2 Pacific Mallard británica dos años después, el 3 de julio de 1938. La 05.003 se reconvirtió con una caldera convencional en 1944. 
Las tres máquinas sobrevivieron a la Segunda Guerra Mundial y fueron reconstruidas como locomotoras convencionales no aerodinámicas en 1950, con nuevas calderas. Trabajaron de esta forma hasta 1957, cuando las locomotoras eléctricas se hicieron cargo de las rutas de mayor velocidad. La primera locomotora, la 05.001, fue restaurada a su configuración aerodinámica original en 1961, para exhibirla en el Museo del Transporte de Núremberg.
Locomotoras tanque
Se construyeron numerosas locomotoras del tipo 4-6-4T en Alemania. Las más conocidas fueron las de la Clase Prusiana T 18 de 1912. En total, se construyeron 534 unidades entre 1912 y 1927 en los talleres de Stettiner Maschinenbau AG Vulcan y de Henschel & Son. De todas estas, 458 se destinaron a los Ferrocarriles Estatales de Prusia, y posteriormente a la Deutsche Reichsbahn, donde se convirtieron en la Clase 78 del DRG.

### India
Hubo dos clases de locomotoras ténder 4-6-4 en la India, ambas al inicio de la introducción de este tren de rodadura, y con un ancho de vía inusualmente estrecho. Las nueve locomotoras de la Clase G de 2 pies 6 plg (762 mm) de ancho del Ferrocarril Ligero de Barsi en el oeste de la India, fueron construidas por Nasmyth, Wilson and Company en 1928 y 1930; y por W. G. Bagnall en 1939. Las cuatro locomotoras de la Clase ND de 2 pies (610 mm) de ancho del Ferrocarril del Estado de Scindia en Gwalior, fueron construidas en 1928 por  Kerr, Stuart y Compañía.[cita requerida]

### Indonesia
La locomotora indonesia de la Clase C27 del Java Staatsspoorwegen fue introducida en Java por la administración colonial holandesa. La clase fue diseñada para cumplir con el requisito de transportar trenes de 400 toneladas a una velocidad de 50 km/h en una rampa del 0.5% y con curvas de 180 metros de radio. Las locomotoras también tenían que poder circular por curvas con un radio de 120 m a una velocidad de 80 km/h. Entre 1916 y 1922, se encargaron en total 39 locomotoras a tres fabricantes, Werkspoor, Armstrong Whitworth y Fábrica Suiza de Locomotoras y Máquinas. La clase C27 se usó en líneas ferroviarias alrededor de Yakarta, Bandung y Surabaya hasta que se llevó a cabo la electrificación alrededor de Yakarta entre 1925 y 1930. Posteriormente fueron trasladadas a las líneas secundarias como la Merak - Tanah Abang en la Provincia de Bantén; las líneas alrededor de Kertosono y Blitar; y también entre Purwokerto, Kutoarjo y Purworejo. [cita requerida]
A partir de 1921, tres fabricantes alemanes, Henschel & Son, Sächsische Maschinenfabrik y Maschinenfabrik Esslingen, construyeron 58 máquinas tanque 4-6-4 de la clase C28 para los trenes expresos de pasajeros de la Java Staatsspoorwegen. La clase C28 fue una de las más populares en Indonesia, alcanzando velocidades de hasta 95 km/h. Fue declarada la locomotora de vapor más rápida del mundo en ancho de 3 pies 6 plg (1067 mm) cuando alcanzó los 110 km/h. Además, al ser una locomotora de tipo tanque, podía viajar a toda velocidad en ambas direcciones. 
Fue utilizada en las rutas Yakarta-Bandung, Yakarta-Surabaya y Malang-Surabaya. Durante la era colonial holandesa, el término Vlugge Vier (Fast Four) se usó en la ruta Yakarta-Bandung, donde las locomotoras de la Clase C28 cubrían la distancia de 175 km cuatro veces al día a una velocidad de 65 km/h, con un tiempo de viaje de aproximadamente 2 horas y 45 minutos. Estos trenes expresos solo se detenían durante un minuto en Karawang, Cikampek y Purwakarta. Además, la locomotora de la clase C28 se utilizó en trenes expresos como el Java Nacht Express (Java Express Nocturno) y el Eendaagsche Express (Express de un Día). Una locomotora de la clase C28 también remolcó el tren que transportaba al presidente Sukarno y a su séquito a Yogyakarta el 3 de enero de 1948.[cita requerida]

### Irlanda
Las primeras y más longevas Baltic en Irlanda fueron dos locomotoras, construidas por Nasmyth, Wilson en 1904 para los ferrocarriles de vía estrecha del Condado de Donegal. Ambas fueron equipadas con sobrecalentadores, y una de ellas duró hasta 1967, aunque luego fue abandonada.

### Japón

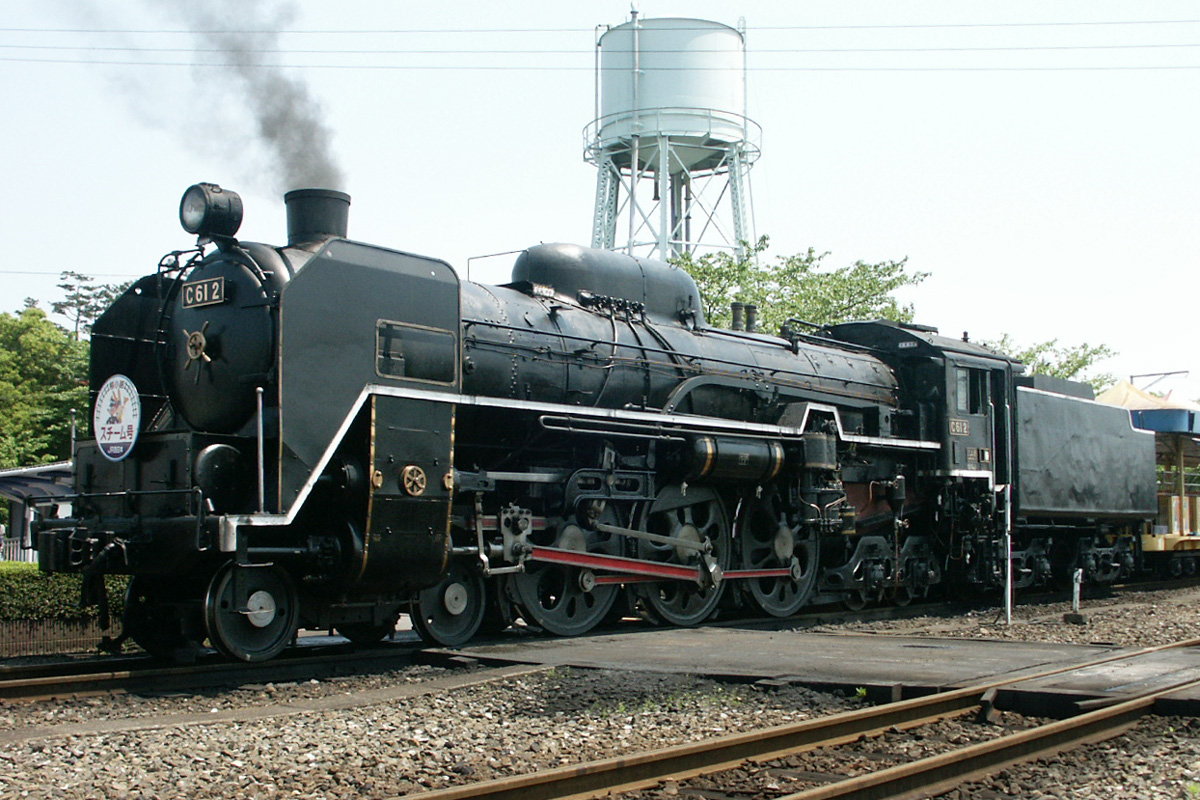
Clase Japonesa C61.2 en el Museo Umekoji

Entre 1947 y 1961, los Ferrocarriles Nacionales Japoneses construyeron tres clases de locomotoras ténder Hudson de estilo americano, bastante avanzadas para la época y con un ancho de vía de 3 pies 6 plg (1067 mm). 
- Entre 1947 y 1949, se pusieron a punto 33 locomotoras de la Clase C61, modificando las máquinas de la anterior serie de locomotoras de carga D51 2-8-2 Mikado. La Clase C61 era la primera locomotora japonesa con la disposición de ruedas 4-6-4 característica de las Hudson.
- En 1948 y 1949, se construyeron 49 locomotoras de la Clase C62 con nuevos bastidores 4-6-4, utilizando las calderas de las máquinas Mikado 2-8-2 de la Clase D52. Estas fueron las locomotoras de vapor de pasajeros más grandes y más rápidas utilizadas en Japón.[18]
- Entre 1953 y 1961, se construyeron 47 locomotoras de la Clase C60 en las fábricas de Hamamatsu y Kōriyama a partir del superávit de máquinas C59 4-6-2 Pacific.

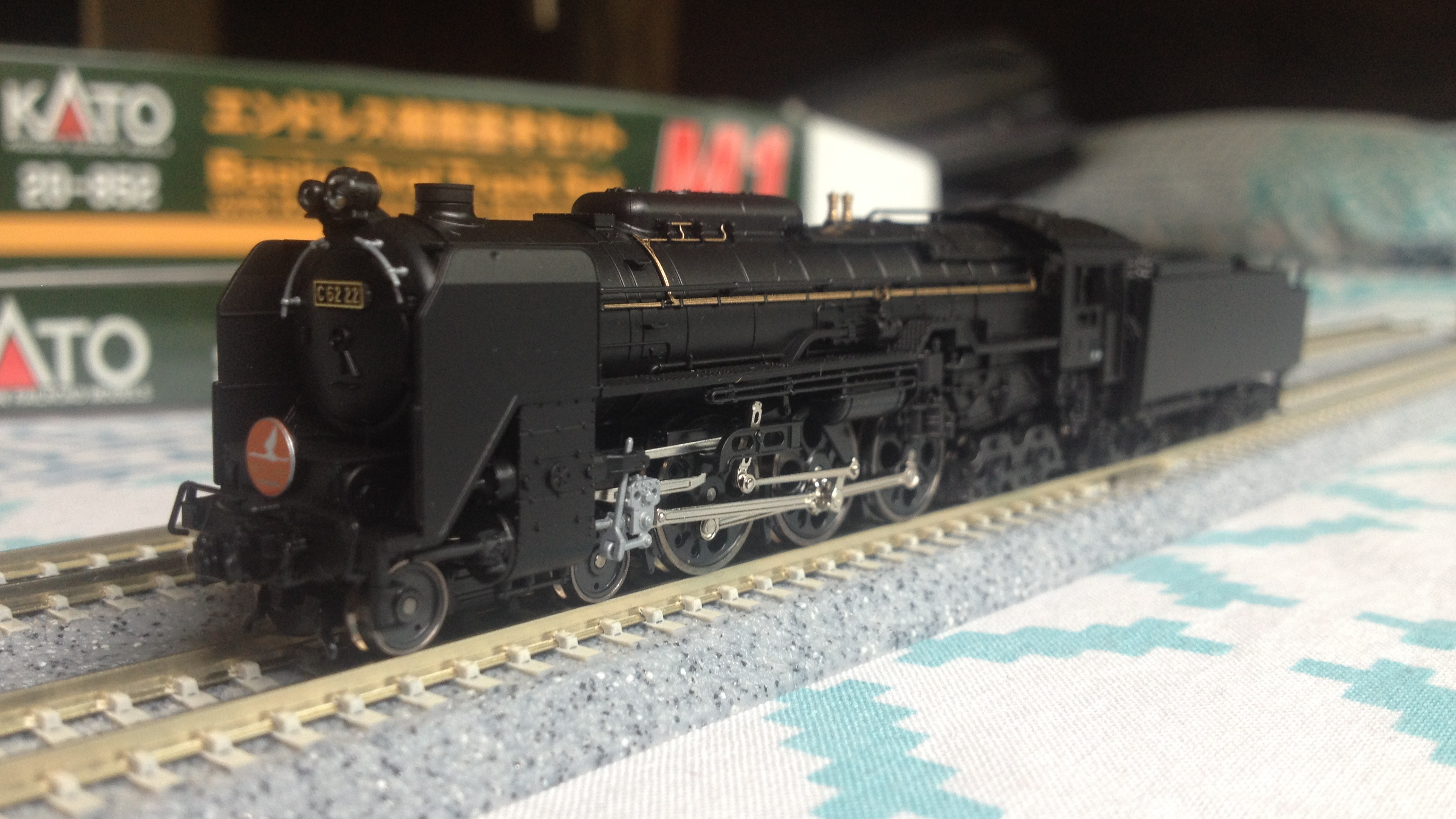
Un modelo a escala N de la locomotora de vapor 4-6-4 C62, fabricado por Kato Precision Railroad Models

Las locomotoras de las Clases C60 y C61 eran más pequeñas que las de la Clase C62, utilizadas para el transporte según el gálibo de cargas. Estuvieron equipadas con ruedas Boxpok motrices, e incluían distintos elementos de estilo norteamericano, aunque la puerta de la caja de humos era de estilo británico.

### Países Bajos
Los ferrocarriles holandeses encargaron seis locomotoras de pasajeros 4-6-4T a Beyer, Peacock and Company en 1913. Un nuevo pedido de 34 locomotoras se entregó solo en parte cuando, debido a la disminución del tráfico causada por la Primera Guerra Mundial, las autoridades holandesas cancelaron el contrato de suministro. Originalmente, las cuarenta locomotoras solicitadas debían numerarse de 1201 a 1240, pero las 26 que se entregaron se volvieron a numerar de 6001 a 6026. 
Las catorce locomotoras no entregadas se vendieron al Departamento de Guerra Británico para su uso en el Frente Occidental, donde las locomotoras de pasajeros con frenos de aire eran escasas. Se les asignaron los números 1 a 12, y 14 y 15 de la División de Operaciones Ferroviarias (ROD), y se usaron en trenes de ambulancias y tropas, así como en trenes de pasajeros civiles en el sector británico. 
Después de la guerra, fueron vendidas al Chemin de Fer du Nord en Francia, que las numeró 3.871 a 3.884. En 1938, las catorce máquinas pasaron al SNCF, que las volvió a numerar desde 232. TB.1 hasta 232. TB.14. Dos fueron retiradas del servicio en 1946, pero las demás permanecieron utilizándose hasta 1950-1951. Fueron sobrevividas por sus locomotoras hermanas holandesas, de las cuales veinte todavía estaban en servicio en 1952.
También había diez locomotoras de cuatro cilindros de la clase 6100, construidas en 1929 por Hohenzollern y Werkspoor, basadas en la clase 3700 4-6-0. Las dos últimas fueron retiradas en 1958.

### Sudáfrica
No hubo locomotoras 4-6-4 en servicio en Sudáfrica, pero sí seis locomotoras con tanque del tipo 4-6-4T, todas ellas en ancho 1067 mm (3' 6"). 
En 1896, los Ferrocarriles del Gobierno de Natal (NGR) reconstruyeron una de sus locomotoras tanque de la Clase K&S 4-6-0 a una configuración 4-6-4T, según las indicaciones del Superintendente de Locomotoras del NGR George William Reid. Este fue el primer uso conocido de esta disposición de ruedas y se realizó para permitir que la locomotora funcionase igualmente bien en cualquier dirección en el servicio de transporte en la línea Natal - Costa Sur, donde no había instalaciones de giro disponibles. En 1912, cuando se asimiló a los Ferrocarriles de Sudáfrica (SAR), esta locomotora se designó Clase C2. 

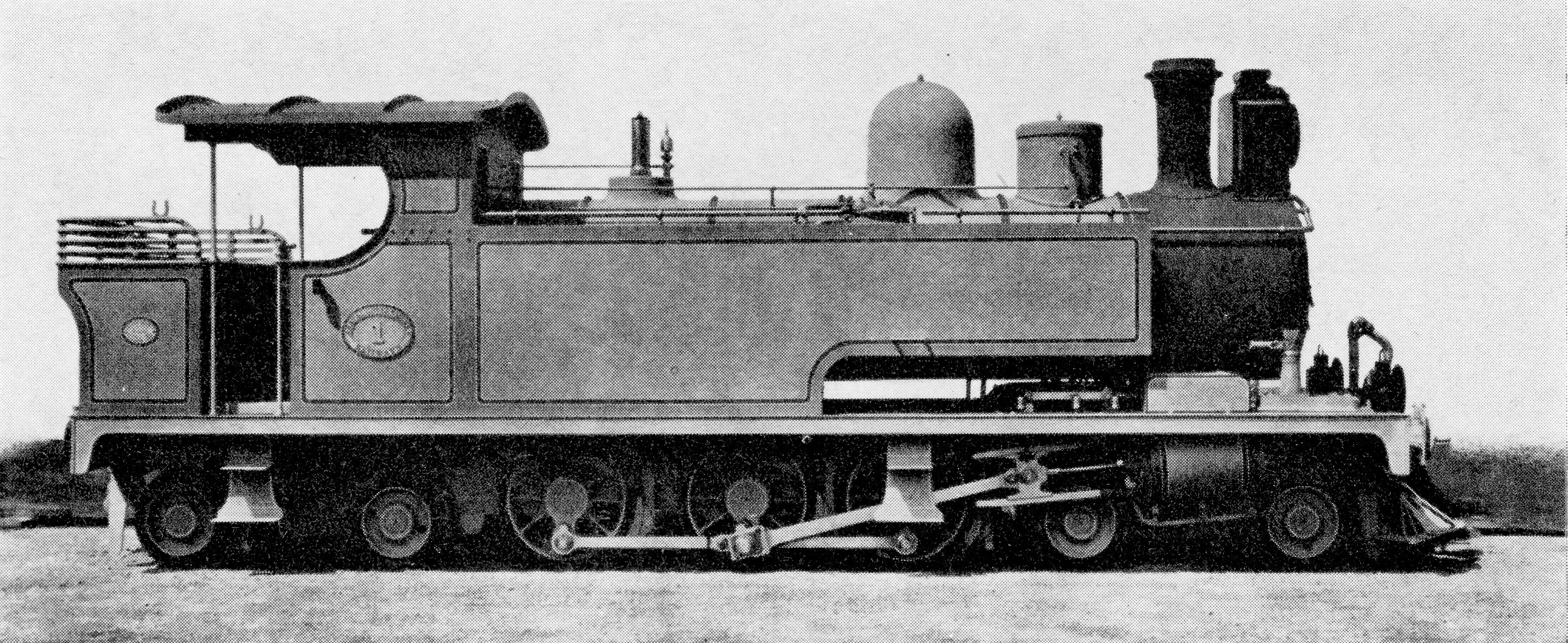
NGR Clase F, SAR Clase E

Diez locomotoras tanque, diseñadas por G. W. Reid, fueron construidas para la NGR por Neilson, Reid and Company en 1902. Fue la primera locomotora conocida en el mundo en ser diseñada y construida como un tipo Baltic 4-6-4. Eran conocidas como las Neilson, Reid hasta que fueron designadas como Clase F de la NGR. Eran versiones más grandes de la locomotora reconstruida de la Clase H de 1896, y muchas de las dimensiones principales eran idénticas. Tenía un bastidor en placa, mecanismo de válvula Stephenson y utilizaba vapor saturado. En 1912 se convirtieron en la Clase E en el SAR. 

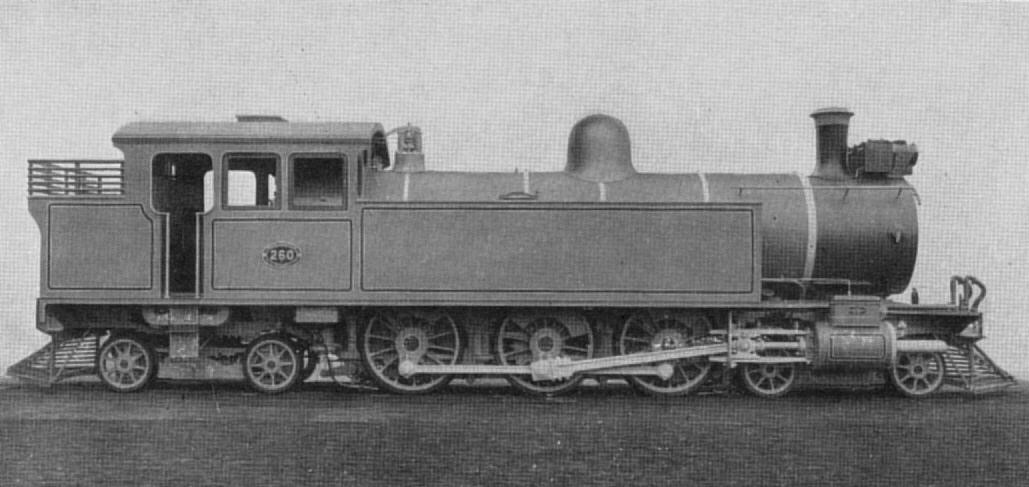
CSAR Clase F no. 260, SAR no. 78

Ocho locomotoras tanque Clase F se pusieron en servicio en los Ferrocarriles Centroafricanos del Sur (CSAR) en 1904, diseñadas por el Superintendente Jefe de Locomotoras de la compañía, P. A. Hyde, siendo construidas por la Vulcan Foundry. Tenía un bastidor de barras, mecanismo de válvulas Stephenson y utilizaba vapor saturado. Fue adquirida para los servicios suburbanos entre Springs y Randfontein. El doble detalle rojo en su librea negra y chimeneas pulidas con revestimiento de cobre, las cúpulas de latón y las bandas en la caldera, les valieron el sobrenombre de Cajas de Bombones. Estas locomotoras conservaron su clasificación de Clase F en el SAR.

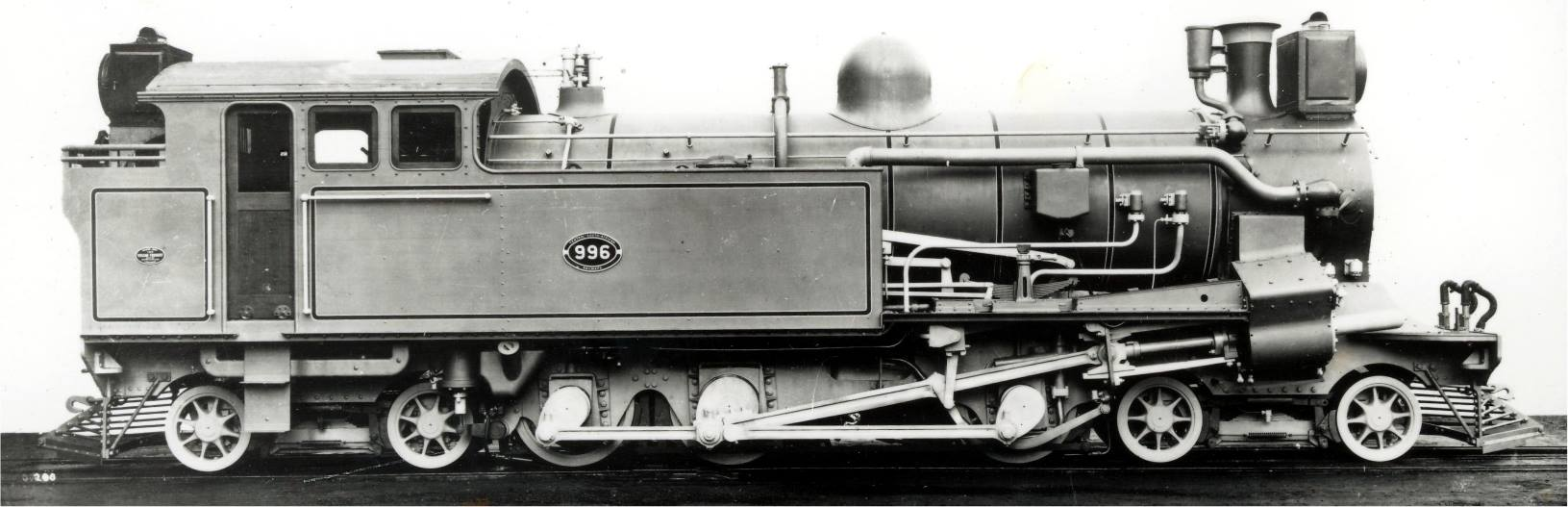
Tanque de cremallera CSAR

En 1905, la Vulcan Foundry construyó dos locomotoras tanque de cremallera para el CSAR, diseñadas para utilizarse en la sección de cremallera empinada entre Waterval Onder y Waterval Boven, en la línea a Mozambique. Ideada como locomotoras de dos cilindros por Hyde, su diseño fue modificado por los constructores a cuatro cilindros, con los cilindros internos que impulsan el equipo del bastidor, pero sin un aumento compensador en la capacidad de la caldera. Las locomotoras sufrieron fallos en la sección del bastidor, y su equipo interno se retiró antes de un año de entrar en servicio. Fueron reasignadas al servicio de maniobras. En 1912, se declararon obsoletas y se desclasificaron, pero permanecieron en servicio hasta 1915.

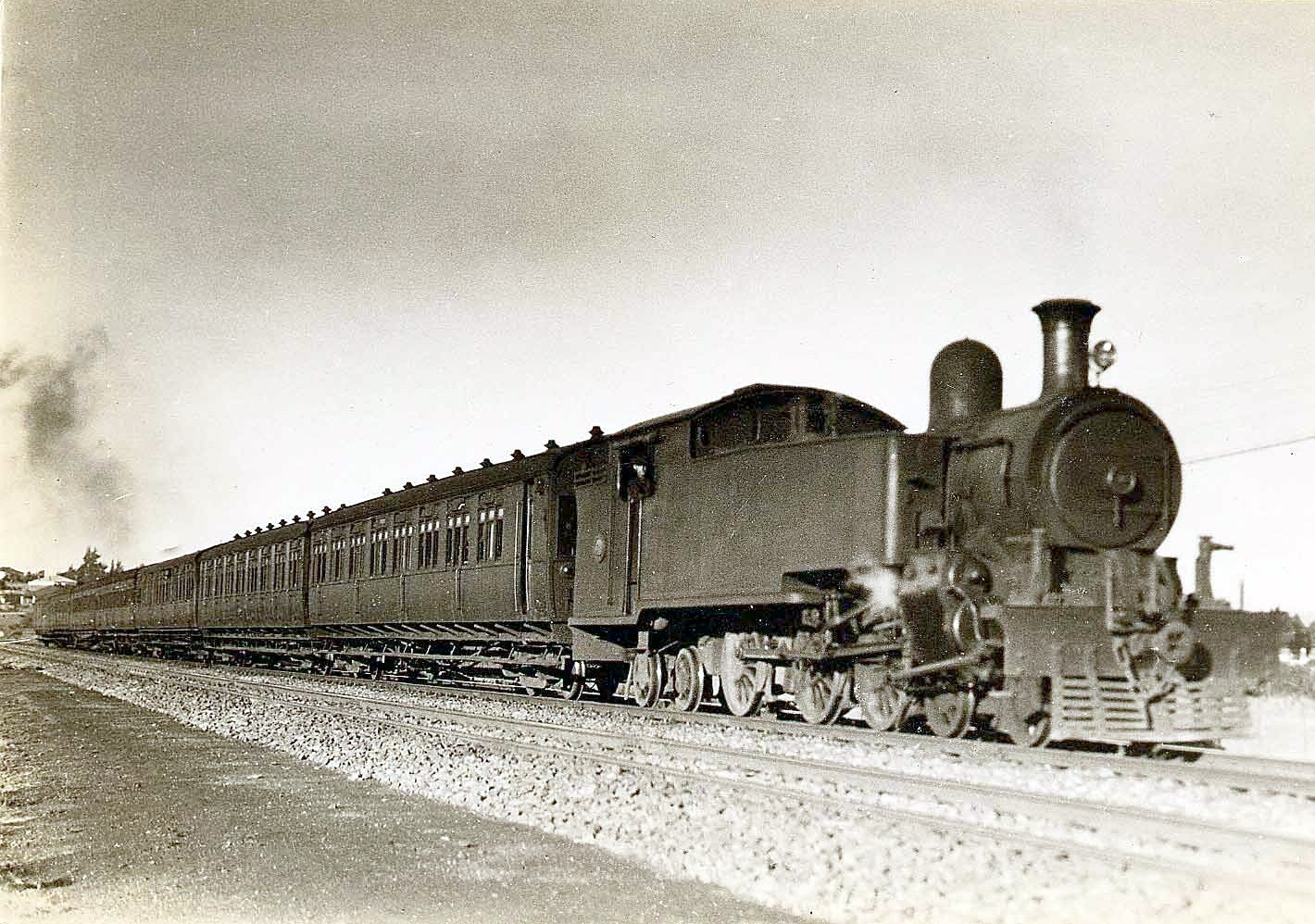
SAR Clase K, c. 1930

Siete locomotoras tanque de la Clase K que habían sido construidas para la Compañía de Ferrocarriles de Manila en las Islas Filipinas por la Compañía Británica del Norte de Locomotoras (NBL) en 1914, fueron vendidas a la SAR en 1917, dado que su entrega a Filipinas no fue posible durante la Primera Guerra Mundial. Contaban con sistema de sobrecalentadores, tenían mecanismos de válvula Walschaerts y fueron las primeras locomotoras en Sudáfrica en estar equipadas con inyectores de vapor de escape, que eran del tipo Davies y Metcalfe. Apodadas Manila, estas máquinas permanecieron en servicio hasta 1938.

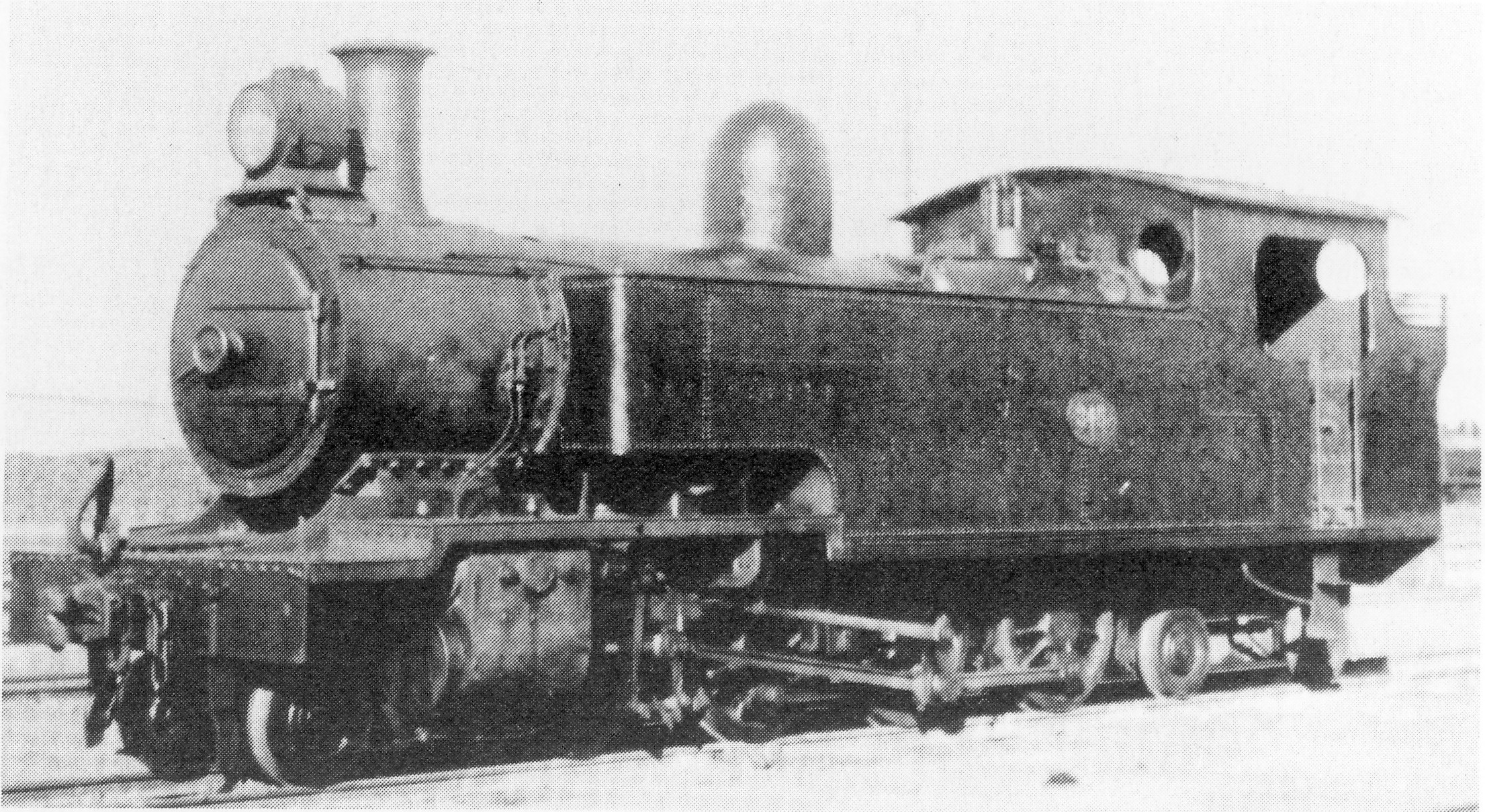
SAR Clase J

Seis locomotoras tanque, diseñadas por el ingeniero mecánico jefe de los Ferrocarriles Sudafricanos, D. A. Hendrie y construidas por Nasmyth, Wilson and Company, se introdujeron en el SAR en 1915. Designadas Clase J, tenían mecanismo de válvulas Walschaerts, fogones Belpaire y usaban vapor saturado. Adquiridas para hacer frente al aumento del tráfico en la costa sur de Natal, pero debido a sus pequeñas proporciones, eran incapaces de manejar las pesadas cargas que aumentaban rápidamente, y pronto terminaron siendo empleadas como máquinas de maniobras en el puerto de Durban, en Mossel Bay y en el Cabo Midlands, hasta que fueron retiradas del servicio en 1957.

### Unión Soviética
Solo se construyeron tres prototipos de locomotoras Hudson en la antigua Unión Soviética, en 1937 y 1938. Todos estaban carenadas, y eran la única serie aerodinámica de locomotoras de vapor soviéticas, aunque las de una serie posterior de la posguerra, las Serie P36 4-8-4 Norte estaban parcialmente carenadas. Las tres fueron dadas de baja en la década de 1950.[cita requerida]
- En 1937, la Fábrica de Locomotoras Kolomna fabricó dos de estas máquinas, conocidas como 2-3-2K. Diseñadas por Lev Lebedyanskii, contaban con una potencia de 3070 CV. Designada la serie como P12, se utilizaron para transportar el tren de pasajeros Flecha Roja entre Moscú y Leningrado. La intención era construir hasta diez locomotoras 2-3-2K para transportar todos los trenes expresos de pasajeros entre Moscú y Leningrado, pero estos planes fueron interrumpidos por la Segunda Guerra Mundial, y no se reanudaron.[cita requerida]
- Una tercera máquina fue construida en Voroshilovgrad en 1938, conocida como la locomotora experimental 2-3-2V número 6998. Esta locomotora nunca se usó en el servicio principal.[cita requerida]

### Reino Unido
Locomotoras ténder

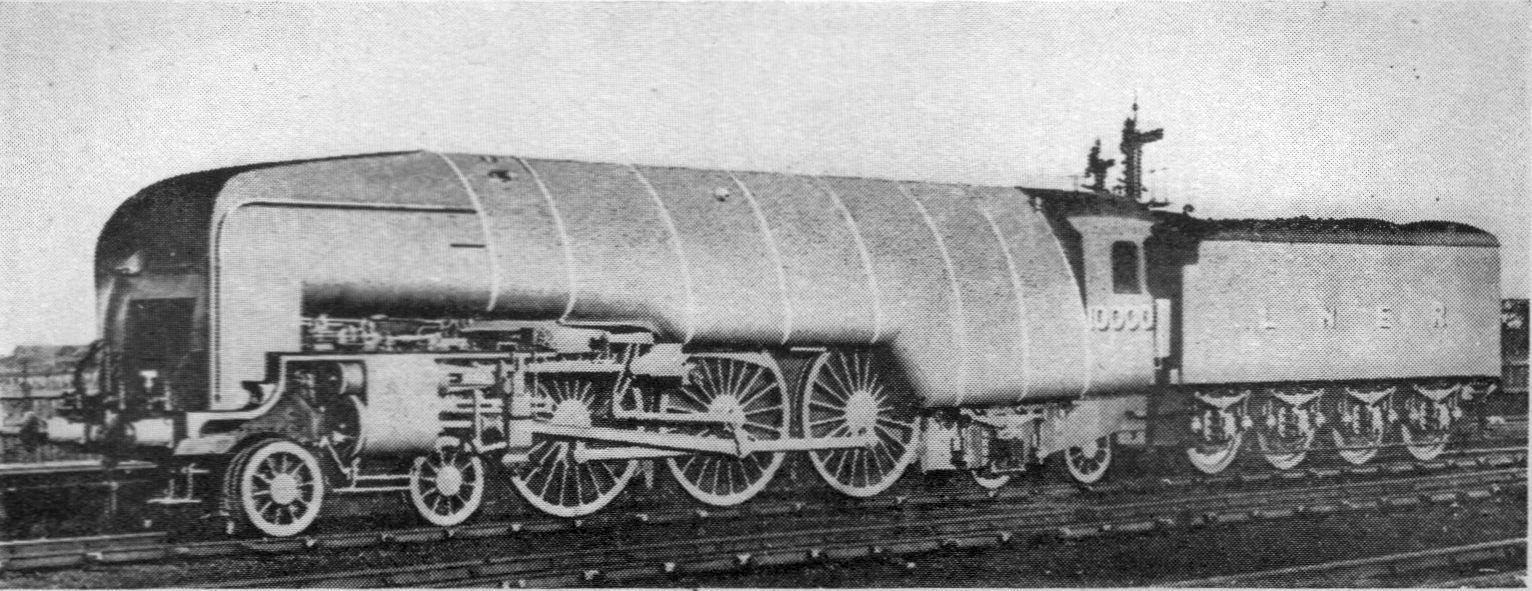
LNER Clase W1 no. 10000

La única locomotora ténder 4-6-4 en el Reino Unido fue la utilizada por el Ferrocarril de Londres y del Noreste, la LNER no. 10000. Construida en 1930 como locomotora compuesta experimental de alta presión, utilizaba una novedosa caldera con tubos de agua a alta presión. Era la única locomotora de la Clase W1, y se hizo conocida como la Locomotora Hush-hush debido al gran secreto bajo el cual se construyó. Sus ruedas traseras estaban dispuestas de una forma muy particular. En lugar de estar montadas en un bogie de arrastre de cuatro ruedas, el primer par se disponía en un eje Cartazzi montado en un bastidor rígido, pero que aún permitía la desviación lateral contra una fuerza de centrado (como era típico de la práctica del LNER en sus locomotoras Pacific). El segundo par de ruedas estaba montado sobre un bogie de un solo eje. 
El experimento demostró ser mucho menos exitoso de lo que se esperaba, y en 1936 se reconstruyó la máquina siguiendo las líneas de una LNER Clase A4 Pacific aerodinámica, aunque conservaba la disposición de ruedas propia de una Baltic. Después de ser reformada, la Clase W1 aún se distinguía fácilmente de una A4 de un vistazo, sin buscar las ruedas de arrastre adicionales, por el hecho de que nunca recibió oficialmente un nombre, a pesar de que se había propuesto la denominación Pegasus. Por lo tanto, se hizo conocida entre los aficionados al ferrocarril como la Un-named o No-name Streak (el rastro sin nombre).
Locomotoras tanque
Se construyeron varias locomotoras 4-6-4T para distintas compañías ferroviarias británicas. 
Los primeros ejemplos de ancho de vía estándar fueron diseñados por Robert Whitelegg en 1912 para el Ferrocarril de Londres, Tilbury y Southend (LT&SR). Solo se entregaron después de que el Ferrocarril Midland se hizo cargo del LT&SR, siendo estas máquinas designadas como la Clase 2100. 
Entre 1914 y 1922, el Ferrocarril de Londres, Brighton y de la Costa Sur (LB&SCR) construyó siete locomotoras tipo tanque de la Clase L, conocidas como Brighton Baltics. Los primeros diseños sufrieron problemas de inestabilidad, hasta que fueron reformados situando los depósitos de agua en pozo (ubicados en el bastidor). Estas locomotoras tanque de alta velocidad arrastraron el famoso tren Brighton Belle hasta que se acometió la electrificación de la Línea Principal de Brighton en 1933, después de lo cual se convirtieron en locomotoras ténder 4-6-0 Clase N15X. Permanecieron en servicio hasta 1957.
El Ferrocarril de Glasgow y del Suroeste y algunos otros ferrocarriles también tenían clases de locomotoras tanque con esta disposición de ruedas. 

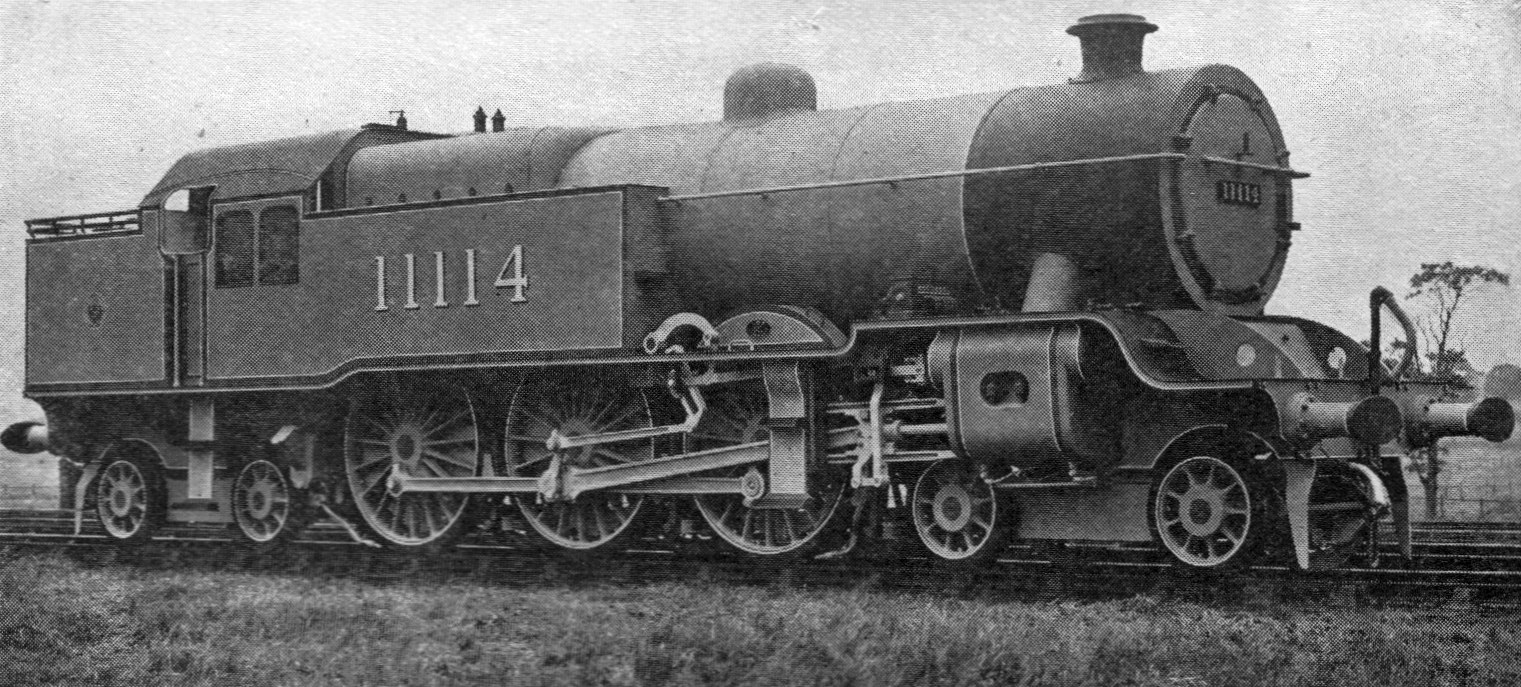
L&YR Hughes Dreadnought Tank

- Los ejemplares del Ferrocarril de Lancashire y Yorkshire muy raramente se equiparon con cuatro cilindros. Conocidas como las Tanques Dreadnought, demostraron ser demasiado grandes y complejas para las tareas que realizaban.
- Las locomotoras tanque con tecnología de vapor saturado del Ferrocarril de Belfast y del Condado de Down no tuvieron un éxito espectacular, debido a la mala configuración de las válvulas.
- Por otro lado, las locomotoras tanque del Ferrocarril de Furness, que también usaban vapor saturado y contaban con cilindros internos, eran muy populares entre sus maquinistas y fogoneros.[22]

### Estados Unidos

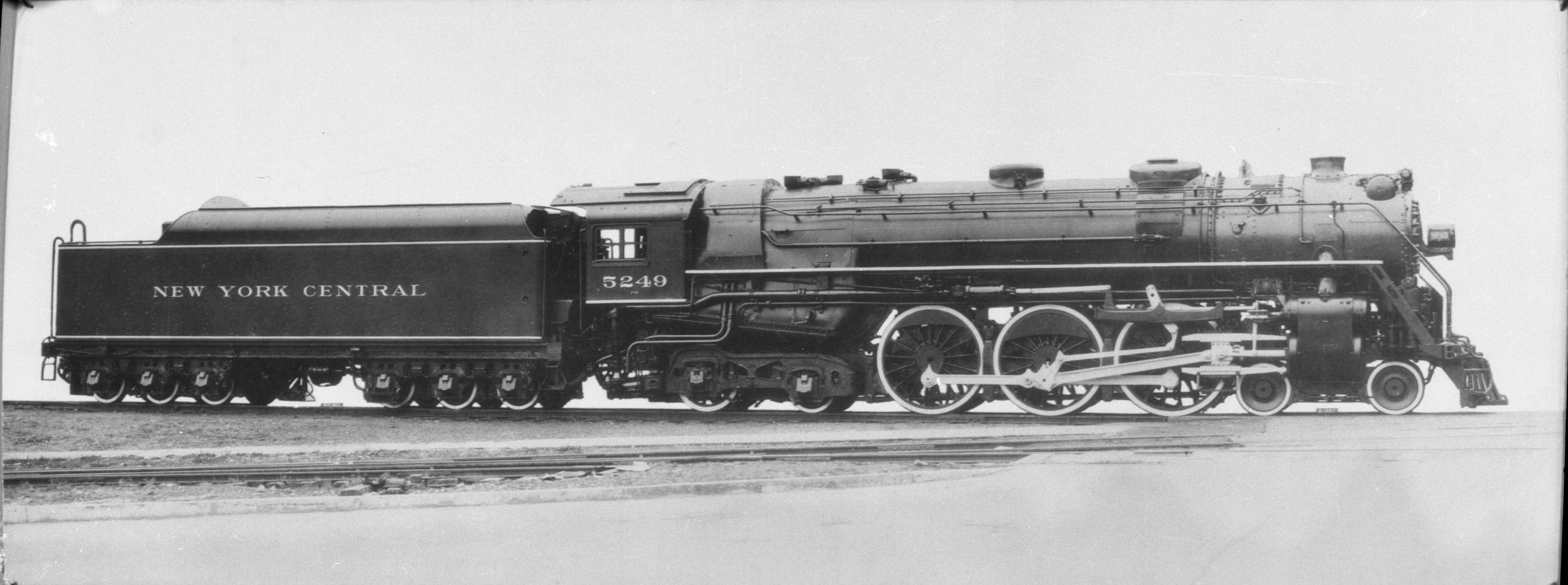
NYC Hudson sin carenado aerodinámico

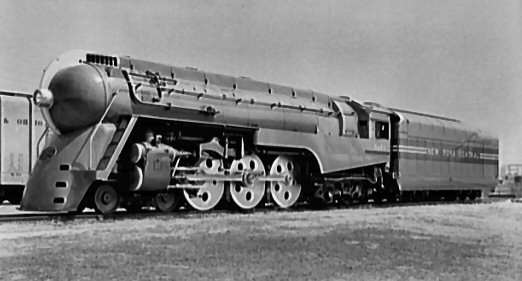
NYC Hudson, optimizada para el 20th Century Limited

La primera locomotora Hudson en Norteamérica fue construida en 1927 para el Ferrocarril Central de Nueva York (NYC) por la American Locomotive Company (ALCO), según las especificaciones del ferrocarril. La locomotora demostró ser muy exitosa y recibió el nombre de tipo Hudson, en referencia al río Hudson. Trece de estas locomotoras, una del tipo J-1 y doce del tipo J-3a, fueron optimizadas para su uso con trenes de pasajeros con nombres como el Empire State Express y el  20th Century Limited. Entre la ciudad de Nueva York y sus compañías subsidiarias (el Ferrocarril de Boston y Albany (B&A); el Ferrocarril de Cleveland, Cincinnati, Chicago y San Luis (CCC&StL o Big Four); y el Ferrocarril Central de Míchigan (MC)), adquirieron en total 275 locomotoras 4-6-4 de varios tipos diferentes, la flota más grande de máquinas Hudson de toda Norteamérica.
El Ferrocarril de Chicago, Milwaukee, St. Paul y el Pacífico (Milwaukee Road) podría haber producido la primera 4-6-4 estadounidense, ya que su trabajo de diseño se realizó antes que el de Nueva York, pero las limitaciones financieras retrasaron el proyecto y las locomotoras de Milwaukee aparecerían en 1930. La compañía de Milwaukee las denominaba Baltic, siguiendo la práctica europea que comenzó en Francia. El pedido inicial de catorce locomotoras de Clase F6 fue seguido por ocho locomotoras más de la Clase F6a en 1931, y en 1938, el Milwaukee adquirió seis Hudson carenadas de la Clase F7. Estas locomotoras se hicieron cargo de los trenes exprés Hiawatha de la Clase A 4-4-2 Atlantic, que estuvieron entre las locomotoras de vapor más rápidas de todos los tiempos. Los horarios de muchos de estos trenes requerían un funcionamiento prolongado a 100 millas por hora (160 km/h). 
Además de la Clase F7 aerodinámica del Milwaukee, otros dos ferrocarriles encargaron locomotoras 4-6-4 más grandes y rápidas, con ruedas tractoras de 84 pulgadas (2134 mm) a finales de la década de 1930. Estos fueron el Ferrocarril de Atchison, Topeka y Santa Fe (Santa Fe) con su Clase 3460, y el Ferrocarril de Chicago y del Noroeste (CNW) con su Clase E-4. Las locomotoras del Milwaukee y del CNW fueron carenadas, pero solo una de las locomotoras del Santa Fe, la 3460 Blue Goose, disponía de esta configuración.

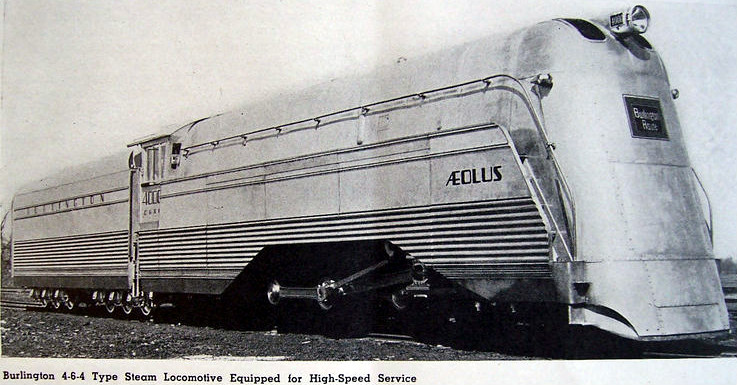
Locomotora carenada Aeolus en los talleres de Iowa del CB&Q (1937)

En 1937, el Ferrocarril de Chicago, Burlington y Quincy (Ruta de Burlington) necesitaba locomotoras de respaldo para sus trenes de pasajeros aerodinámicos Zephyr. Su solución fue racionalizar su locomotora no. 3002 en sus talleres centrales de Iowa. La máquina se renumeró como no. 4000 y recibió el nombre de Aeolus, en honor al mítico guardián de los vientos. Una segunda 4-6-4 aerodinámica fue construida con este propósito, numerada como 4001.
También hubo algunas locomotoras 4-6-4 experimentales y de prueba. La mayoría de ellas fueron modificaciones de locomotoras 4-6-2 Pacific. 
- El Ferrocarril de Baltimore y Ohio (B&O) construyó cuatro locomotoras experimentales entre 1933 y 1936, utilizando las cámaras de combustión de tubos de agua del Coronel Emerson, pero finalmente se sustituirían por máquinas de tracción diésel-eléctrica.[24]
- En 1937, el Ferrocarril Central de Illinois (IC) transformó una Berkshire 2-8-4 en su única Hudson, la Illinois Central No. 1, una experiencia que no tuvo éxito y no se repitió.
- El Ferrocarril de Wabash obtuvo sus siete máquinas Hudson Clase P1 modificando sus fracasadas locomotoras Mikado 2-8-2 Clases K-4 y K5.

## Lista de producción norteamericana

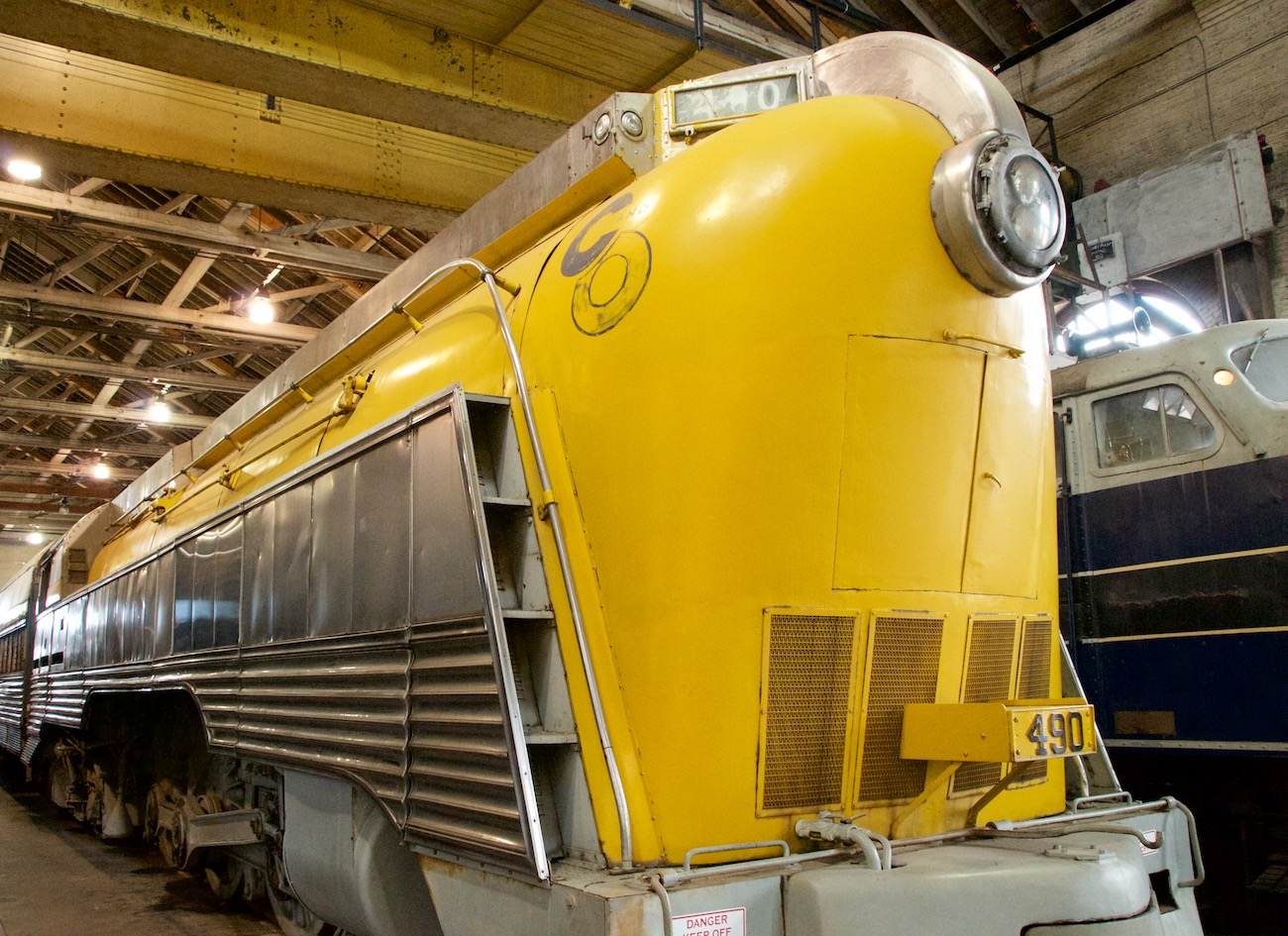
Locomotora de vapor Chesapeake & Ohio No. 490 Hudson en el Baltimore & Ohio Railroad Museum de Baltimore, Maryland. La locomotora se construyó como una 4-6-2 Pacific en 1926, y se modificó a su actual configuración en 1946

En total, 21 ferrocarriles en América del Norte poseían locomotoras 4-6-4. Muchas de ellas eran similares en concepto a las Hudson de Nueva York, con ruedas motrices de entre 79 y 80 pulgadas de diámetro (un poco más de 2 metros), pero la mayoría eran algo más grandes que las de Nueva York, como las Clases F6 y F6a del Milwaukee Road, la Clase K-5-a del Ferrocarril Nacional Canadiense, las locomotoras del Canadian Pacific, la Clase S-4 de la ruta de Burlington, la Clase I-5 del New Haven y la Clase 1151 del Lackawanna. También había máquinas más ligeras, incluyendo las de la Clase L-1 del Ferrocarril de la Ruta del Nickel, la clase D del Maine Central y la Clase NR-1 de los Ferrocarriles Nacionales de México (N de M). En estos, el eje adicional se utilizó para reducir la carga por eje transmitida a las vías por las 4-6-2 Pacific. 
Debido a que el diseño 4-6-4 en realidad solo se adaptaba de manera óptima a los trenes expresos de pasajeros, los primeros en ser diéselizados, las máquinas Hudson fueron las primeras candidatas para su retirada y el desguace. Ninguna de las locomotoras de Nueva York sobrevivió y tampoco ninguna de las locomotoras de Milwaukee. Sobreviven cinco Pacific Hudson canadienses, incluidas cuatro Royal Hudson y la Canadian Pacific 2816 (sin carenar). Sobreviven cinco de las locomotoras de la Ruta de Burlington, incluida la Aeolus. Otras locomotoras sobrevivientes del tipo Hudson son dos del Santa Fe y otras dos del Canadian National, y ejemplos únicos se conservan en el Ferrocarril de Chesapeake y Ohio, en los Nacionales de México y en el Nickel Plate Road. El Ferrocarril de Pennsilvania poseía además locomotoras eléctricas de la Clase P5, también con una disposición de ruedas 4-6-4. 
| Ferrocarril   | Cantidad | Clase | Número de Serie | Constructor     | Año de construcción | Notas |
| ------------- | -------- | ----- | --------------- | --------------- | ------------------- | --- |
| GT            | 6        | K2    | 1540-1545       | Montreal        | 1914                | Máquinas con tanque. Más tarde CN 45-50, clase X-10-a |
| NYC           | 145      | J-1   | 5200-5344       | ALCO            | 1927-1931           | |
| NYC           | 50       | J-3a  | 5405-5454       | ALCO            | 1937-1938           | |
| MC (NYC)      | 10       | J-1b  | 8200-8209       | ALCO            | 1927                | Renumerada NYC 5345-5354 |
| MC (NYC)      | 5        | J-1c  | 8210-8214       | ALCO            | 1929                | Renumerada NYC 5355-5359 |
| MC (NYC)      | 15       | J-1d  | 8215-8229       | ALCO            | 1930                | Nueva York NYC 5360-5374 |
| ATSF          | 10       | 3450  | 3450-3459       | Baldwin         | 1927                | |
| ATSF          | 6        | 3460  | 3460-3465       | Baldwin         | 1937                | Carenado aerodinámico (No. 3460) |
| NKP           | 4        | L-1a  | 170-173         | ALCO            | 1927                | |
| NKP           | 4        | L-1b  | 174-177         | Lima            | 1929                | |
| B&A (NYC)     | 5        | J-2a  | 600-604         | ALCO            | 1928                | Renumerada NYC 5455-5459 |
| B&A (NYC)     | 5        | J-2b  | 605-609         | ALCO            | 1930                | Renumerada NYC 5460-5464 |
| B&A (NYC)     | 10       | J-2c  | 610-619         | Lima            | 1931                | Nueva York NYC 5465-5474 |
| CCC&StL (NYC) | 20       | J-1d  | 6600-6619       | ALCO            | 1929                | Nueva York NYC 5375-5394 |
| CCC&StL (NYC) | 10       | J-1e  | 6620-6629       | ALCO            | 1931                | Nueva York NYC 5395-5404 |
| CP            | 10       | H1a   | 2800-2809       | Montreal        | 1929                | |
| CP            | 10       | H1b   | 2810-2819       | Montreal        | 1930                | Canadian Pacific 2816 "The Empress" es el único ejemplo sobreviviente de la clase H1b 4-6-4, y es uno de los dos tipos de Hudson 4-6-4 en funcionamiento en América del Norte |
| CP            | 30       | H1c   | 2820-2849       | Montreal        | 1937                | (Aerodinámica) Canadian Pacific 2839 es el único ejemplo sobreviviente de la clase H1c 4-6-4. Fue una de las dos Royal Hudson que realizó numerosos viajes de excursión por Pensilvania, Virginia, Tennessee, Carolina del Norte, Carolina del Sur, Georgia, Luisiana en los Estados Unidos. |
| CP            | 10       | H1d   | 2850-2859       | Montreal        | 1938                | (Simplificada) Canadian Pacific 2850 y 2858 son las únicas dos restantes Hudson Royal Clase H1d. Canadian Pacific 2850 es la clase H1d más antigua construida. En 1939, la 2850 hizo un viaje en una excursión para pasajeros llamada "Tren Real" cuando transportaba a uno de los miembros reales británicos de la familia "Rey Jorge VI". Así es como la Clase H1C-H1E 4-6-4 de Canadian Pacific obtuvo el término "Royal Hudson" |
| CP            | 5        | H1e   | 2860-2864       | Montreal        | 1940                | (Aerodinámica, diéselizada) Canadian Pacific 2860 es el único ejemplo sobreviviente de la clase H1b 4-6-4; y uno de los dos tipos de 4-6-4 Hudson en funcionamiento en Norteamérica junto con la 2816 |
| CN            | 5        | K-5-a | 5700-5704       | Montreal        | 1930                | |
| MILW          | 14       | F6    | 6400-6413       | Baldwin         | 1930                | Renumerada 125-138 |
| MILW          | 8        | F6-a  | 6414-6421       | Baldwin         | 1931                | Renumerada 142-146, 139-141 |
| MILW          | 6        | F7    | 100-105         | ALCO            | 1938                | Simplificado |
| MEC           | 2        | D     | 701-702         | Baldwin         | 1930                | |
| CB&Q          | 12       | S-4   | 3000-3011       | Baldwin         | 1930                | 3002 reconstruida como clase S-4A 4000 Æolus |
| CB&Q          | 1        | S-4   | 3012            | CB&Q Burlington | 1935                | Nuevo |
| CB&Q          | 1        | S-4A  | 4001            | CB&Q Burlington | 1938                | Nueva, carenado aerodinámico. Denominada Æolus |
| B&O           | 1        | V-1   | 5047            | B&O Mt Clare    | 1933                | Reconstruida de la clase P-1 |
| B&O           | 1        | V-2   | 2               | B&O Mt Clare    | 1935                | Nueva; renumerada 5340 |
| B&O           | 1        | V-3   | 5350            | B&O Mt Clare    | 1935                | Nueva |
| B&O           | 1        | V-4   | 5360            | B&O Mt Clare    | 1936                | Nueva |
| DL&W          | 5        | 1151  | 1151-1155       | ALCO            | 1937                | |
| IC            | 1        | -     | 1               | IC              | 1937                | Reconstruida de la 2-8-4 No. 7038 |
| N de M        | 10       | NR-1  | 2700-2709       | ALCO            | 1937                | |
| NH            | 10       | I-5   | 1400-1409       | Baldwin         | 1937                | Semicarenada |
| SLSF          | 10       | 1060  | 1060-1069       | SLSF            | 1937-1941           | Reconstruida a partir de la 4-6-2s |
| CNW           | 9        | E-4   | 4000-4008       | ALCO            | 1938                | Simplificada |
| C&O           | 8        | L-2   | 300-307         | Baldwin         | 1941                | Desechada, pero las Kanawhas de las Clases K y 4 de C&O coinciden con sus mismas apariencias. Aun así, su disposición de ruedas es diferente |
| C&O           | 5        | L-1   | 490-494         | C&O             | 1946-1947           | Reconstruida de una 4-6-2; cuatro unidades aerodinámicas |
| C&O           | 5        | L-2-A | 310-314         | Baldwin         | 1948                | Desechada, pero las Kanawhas de las Clases K y 4 de C&O coinciden con sus mismas apariencias. Aun así, su disposición de ruedas es diferente |
| WAB           | 7        | P-1   | 700-706         | WAB Decatur     | 1943-1947           | Reconstruida a partir de una Mikado 2-8-2s |